# Jogadores de xadrez (Verona)
Jogadores de xadrez é uma pintura em têmpera sobre madeira criada possivelmente Liberale da Verona em 1475. A obra é uma de três partes da frente de um cassone e retrata um grupo de rapazes e moças do qual um casal disputa uma partida de xadrez.
A interpretação da obra sugere que existe uma temática erótica entre o casal, que é comum na literatura da renascença. A moça aparentemente perdeu a partida e repousa o braço sobre o do rapaz. Não é conhecido se alguma obra literária da época serviu de inspiração e quem seriam as figuras retratadas. O autor não conhecia as regras do xadrez, pois retratou todas as peças na mesma cor sobre um tabuleiro de xadrez com catorze fileiras e oito colunas É a primeira pintura conhecida que tem como o tema o xadrez.